# Protestos na Armênia em 2020−2021
Protestos na Armênia em 2020−2021 (também conhecidos como Marcha da Dignidade;  em armênio/arménio:  Արժանապատվության երթ) são uma série de protestos que começaram na sequência do acordo de cessar-fogo de Nagorno-Karabakh em 10 de novembro de 2020. Após o primeiro-ministro Nikol Pashinyan anunciar que assinou um acordo para ceder os territórios ocupados pelos armênios no Azerbaijão e pôr fim a seis semanas de hostilidades na região de Nagorno-Karabakh, milhares de pessoas foram às ruas e centenas invadiram o prédio do Parlamento na capital Yerevan. Os protestos continuaram ao longo de novembro, com manifestações em Yerevan e outras cidades exigindo a renúncia de Nikol Pashinyan.
Os protestos foram liderados por duas coalizões políticas diferentes. O Pólo Democrático Nacional, uma aliança de dezesseis figuras políticas; e o Movimento de Salvação da Pátria, uma aliança de dezessete partidos de oposição, incluindo o antigo partido governante Partido Republicano da Armênia, a Armênia Próspera (o maior partido de oposição no parlamento), e a Federação Revolucionária Armênia. Em 3 de dezembro, o Movimento de Salvação da Pátria anunciou o ex-primeiro-ministro Vazgen Manukyan como seu candidato para liderar um governo interino. Além das duas coalizões de oposição, várias figuras públicas pediram à renúncia do primeiro-ministro Pashinyan, incluindo o então presidente da Armênia Armen Sarkissian, o ex-presidente Levon Ter-Petrosyan, ambos os catholicoi da Igreja Apostólica Armênia Karekin II e Aram I, e o líder do terceiro maior partido no parlamento Edmon Marukyan (que anunciou sua própria candidatura ao cargo de primeiro-ministro), bem como vários governadores regionais e prefeitos.
No início de dezembro, a proibição de reuniões em massa e greves estipulada pela lei marcial imposta em setembro foi levantada. Em 22 de dezembro, foi convocada uma greve geral que revigorou os protestos.
Em 25 de fevereiro de 2021, o Chefe do Estado-Maior General das Forças Armadas Armênias Onik Gasparyan e mais de quarenta outros oficiais militares de alto escalão emitiram uma declaração pedindo a renúncia de Pashinyan, que Pashinyan denunciou como uma tentativa de golpe militar.

## Contexto
Durante a Guerra de Nagorno-Karabakh em 2020, que começou em 27 de setembro de 2020, as Forças Armadas do Azerbaijão tomaram o controle de muitos assentamentos, incluindo a cidade estrategicamente importante de Shusha, após uma batalha de três dias. A guerra terminou com uma vitória do Azerbaijão em 9 de novembro, e um cessar-fogo foi assinado entre ambas as partes e a Rússia.  Conforme o acordo, as forças armênias e azerbaijanas permanecerão em suas posições até que a Armênia devolva ao Azerbaijão os territórios que ocupou ao redor de Nagorno-Karabakh (distritos de Kalbajar, Aghdam e Lachin, exceto o corredor de Lachin). O Azerbaijão manterá todos os territórios conquistados durante a guerra, e cerca de 2 000 forças russas de manutenção da paz serão implantadas no território restante. Embora o acordo tenha sido amplamente celebrado no Azerbaijão, foi visto como uma derrota desastrosa na Armênia, e alguns armênios rapidamente tomaram as ruas. Os manifestantes chamaram o primeiro-ministro Pashinyan de "traidor" e exigiram que ele renunciasse, anulasse o acordo de paz e reiniciasse a guerra.